# La Princesse de glace
La Princesse de glace (« Twin of Ice ») est une romance historique américaine de Jude Deveraux publiée en 1985.

## Résumé
En mai 1892 à Chandler (Colorado), Aryane et Doriane (étudiante en médecine), sont jumelles. Kane, millionnaire, les distingue et invite Aryane dans sa villa alors qu'elle devait voir son fiancé, Leander. Doriane la remplace et en profite. Duncan, leur beau père, la fiance à Leander. Elles se marient en même temps. Pamela, ex de Kane, lui rappelle qu'ils ont Zach, 13 ans. Kane dit qu'il est un fils Fenton, propriétaire de la mine de charbon dont il devait hériter, mais son oncle Jacob a modifié le testament. Kane le menace de procès mais Jacob menace d'attaquer Aryane qui assiste les mineurs. Pamela héberge Aryane. Kane achète la banque de Chandler et oblige Aryane, sa princesse de glace, à revenir. Jacob meurt et Kane fait fondre la glace d'Aryane.